# Kurŭmi gŭrin talpis
Kurŭmi gŭrin talpis (v korejském originále 구르미 그린 달빛, Gureumi Geurin Dalbit; anglicky Love in the Moonlight) je jihokorejský televizní seriál z roku 2016, v němž hrají Pak Po-gom a Kim Ju-džong. Vysílán byl na KBS2 od 22. srpna do 18. října 2016 každé pondělí a úterý ve 22.00. Skládá se z 18 epizod.

## Obsazení
| Pak Po-gom   | Ko Ha-džin/Hä Su |
| Kim Ju-džong | Wang Wok         |